# Halowe Mistrzostwa Europy w Lekkoatletyce 1976 – skok w dal mężczyzn
Skok w dal mężczyzn – jedna z konkurencji technicznych rozgrywanych podczas halowych lekkoatletycznych mistrzostw Europy w Olympiahalle w Monachium. Rozegrano od razu finał 22 lutego 1976. Zwyciężył reprezentant Francji Jacques Rousseau, który tym samym obronił tytuł zdobyty na poprzednich mistrzostwach.

## Rezultaty
Rozegrano od razu finał, w którym wzięło udział 12 skoczków.

Opracowano na podstawie materiału źródłowego.
| Poz. | Zawodnik                | Reprezentacja | Próby | Próby | Próby | Próby | Próby | Próby | Wynik |
| Poz. | Zawodnik                | Reprezentacja | 1     | 2     | 3     | 4     | 5     | 6     | Wynik |
| ---- | ----------------------- | ------------- | ----- | ----- | ----- | ----- | ----- | ----- | ----- |
| 01 ! | Jacques Rousseau        | Francja       | 7,83  | x     | 7,82  | x     | 7,57  | 7,90  | 7,90  |
| 02 ! | Wałerij Podłużny        | ZSRR          | 7,63  | 7,60  | 7,74  | 7,75  | 7,74  | 7,79  | 7,79  |
| 03 ! | Joachim Busse           | RFN           | 7,50  | 7,61  | 7,72  | 7,52  | x     | x     | 7,72  |
| 4.   | Roberto Veglia          | Włochy        | 7,53  | 7,71  | x     | 7,61  | x     | 7,69  | 7,71  |
| 5.   | Aleksiej Pieriewierziew | ZSRR          | 7,02  | 7,62  | 7,44  | 7,16  | 7,49  | x     | 7,62  |
| 6.   | Alberto Albero          | Włochy        | 5,69  | 7,57  | 7,60  | x     | x     | x     | 7,60  |
| 7.   | Ștefan Lăzărescu        | Rumunia       |       |       |       |       |       |       | 7,57  |
| 8.   | Dumitru Iordache        | Rumunia       |       |       |       |       |       |       | 7,41  |
| 9.   | Saturnino Rodríguez     | Hiszpania     |       |       |       |       |       |       | 7,38  |
| 10.  | László Szalma           | Węgry         |       |       |       |       |       |       | 7,36  |
| 11.  | Jewgienij Szubin        | ZSRR          |       |       |       |       |       |       | 7,36  |
| 12.  | Marek Szczepański       | Polska        |       |       |       |       |       |       | 7,31  |